# Малий Поток (Лодзинське воєводство)
Малий Поток (пол. Mały Potok) — село в Польщі, у гміні Мнішкув Опочинського повіту Лодзинського воєводства.
У 1975-1998 роках село належало до Пйотрковського воєводства.